# Matías de Abadía
Tomás Matías de Abadia (c.1700 - c.1755) va ser un militar espanyol, governador de Puerto Rico i Santo Domingo.
Va ser nomenat el 22 d'abril de 1731 governador general de Puerto Rico, càrrec que va ocupar fins al 28 de juny de 1743. Va prendre possessió l' 11 d'octubre de 1731 i va ser prorrogat en el seu govern el 4 de juny de 1741. Va afavorir el contraban cors espanyol i francès, va reprimir amb mà de ferro l'anglès; va reorganitzar les defenses de l'illa (Reglament per a la guarnició de plaça de Puerto Rico, castells i forts de la seva jurisdicció, 1741), va fundar els pobles interiors de Guayama i Utuado i, arribada la Guerra de 1739, va presidir un reeixit auge del cors que li va enriquir personalment, al mateix temps que tenia en escac a les armades britàniques.
L'1 de setembre de 1740 fou ascendit al grau de brigadier, i el 19 de desembre de 1742 a la capitania general de Santo Domingo, amb la presidència de la seva Audiència. El 1755 probablement havia mort i el seu germà Francisco de Abadia estava pledejant amb els hereus de Tomás Mendivil Lezcano, antic tresorer de l'exèrcit d'Andalusia, sobre certa quantitat que Matías havia dipositat a les seves mans. La Reial Hisenda acusava al mateix temps al difunt governador d'haver-se apropiat de 18.000 pesos, que reclamava als seus hereus.